# Salacia oliveriana
Salacia oliveriana är en benvedsväxtart som beskrevs av Ludwig Eduard Theodor Loesener. Salacia oliveriana ingår i släktet Salacia och familjen Celastraceae. Utöver nominatformen finns också underarten S. o. adiopodoumella.